# Green Jelly
Green Jelly  (укр. Зелене желе)— американський комедійний рок-гурт, заснований 1981 року.

## Біографія
Колектив під керівництвом вокаліста Білла Менспікера було створено в Нью-Йорку 1981 року. Оригінальна назва «Green Jellö» була обрана на честь зеленого желе, яке, як вважали музиканти, було настільки ж поганим, як і музика гурту. Протягом 1980-х років вони випустили декілька мініальбомів і навіть знялися у телевізійному шоу The Gong Show в ролі «найгіршого музичного гурту в світі». Після знайомства з музикантами рок-гурту Gwar 1988 року, Green Jellö навчилися створювати незвичні концертні костюми з латексу, пап'є-маше та інших підручних матеріалів. 1989 року вийшов їхній повноцінний альбом Triple Live Möther Gööse at Budokan.
Незвичний стиль колективу та оригінальна зовнішність звернули на себе увагу лейблу Zoo Entertainment. 1992 року вийшов відеоальбом Cereal Killer (гра слів від cereal — укр. пластівці та Serial Killer — укр. серійний убивця), що складався із відеокліпів на пісні гурту, в яких музиканти грали комедійний метал у дурнуватих костюмах. Завдяки ротації на MTV кліпу «Three Little Pigs», створеного за допомогою пластилінової анімації, гурт став популярним, а пісня потрапила до 40 найкращих синглів США. 1993 року вийшов альбом Cereal Killer Soundtrack, який містив аудіо-версії композицій з Cereal Killer.
Успіх колективу призів до судового позову компанії Kraft Foods, яка виробляла те саме «зелене желе», і назву гурту було змінено на Green Jelly. Окрім цього, компанії-виробники пластівців скаржилися на те, що у відеокліпі «Cereal Killer» вбивали їхніх маскотів, тому відповідну пісню також довелося змінити. Попри це, Green Jelly уклали угоду з мейджор-лейблом BMG на створення власної продакшн-студії в Голлівуді. 1994 року вийшов їхній пародійний альбом 333, саундтрек до відеогри Spider-Man & Venom: Maximum Carnage, а 1995 року — кавер-версія пісні «I'm the Leader of the Gang (I Am)» за участі Галка Гогана. Після цього гурт розпався.
Повернення Green Jelly відбулося 2008 року. Колектив перевипустив свої старі альбоми та провів концертний тур по США, після чього видав новий альбом Musick to Insult Your Intelligence By. Протягом 2010-х років гурт випустив сингли «Fr3tö F33t» (2017) та «Silence of the Sponge» (2019), а 2021 року — п'ятий повноформатний альбом Garbage Band Kids.

## Дискографія
Студійні альбоми:
- Triple Live Möther Gööse at Budokan (1989)
- Cereal Killer Soundtrack (1993)
- 333 (1994)
- Musick to Insult Your Intelligence By (2009)
- Garbage Band Kids (2021)

## Учасники гурту
Єдиним незмінним учасником гурту є Білл Менспікер. Серед інших відомих музикантів, які раніше виступали в Green Jelly — музиканти Tool Мейнард Кінен та Денні Кері, що доєдналися до гурту 1989 року. Щодо найбільшого хіта гурту, пісні «Three Little Pigs», трьох поросят в ній озвучували Мейнард Кінен, Лес Клейпул з Primus та актор Полі Шор.